# Parafia Niepokalanego Poczęcia Najświętszej Maryi Panny w Baninie
Parafia Niepokalanego Poczęcia Najświętszej Maryi Panny w Baninie – parafia rzymskokatolicka, znajdująca się w archidiecezji gdańskiej, w dekanacie Żukowo. Została erygowana 1 grudnia 1982 roku.